# Kinixys spekii
Kinixys spekii (Цинікса Спіка) — вид черепах з роду Цинікса родини Суходільні черепахи. Отримала назву на честь британського дослідника Джона Ґеннінга Спіка.

## Опис
Загальна довжина карапаксу досягає 20 см. Голова невелика, товста. Карапакс подовжений зі слабким кілем. На передніх кінцівках присутні великі щитки й 5 кігтів.
Голова коричнево-жовта. Карапакс темно-коричневий або чорнуватий з малюнком зі світлих оливково-коричневих плям. Пластрон жовтувато-коричневий з темними плямами зі світлим центром та темними промінчиками.

## Спосіб життя
Полюбляє савани з сухими, скелясті місцини. У саму спеку черепахи впадають у сплячку. Харчується рослинністю, безхребетними, грибами.
Сезон парування відбувається у вересні—листопаді. Відкладання яєць — з листопада по квітень. самиця відкладає від 2 до 6 слабко довгастих або сферичних яєць розміром 33,2—46,4 × 28,3—34,2 мм. Інкубаційний період триває 220 днів. У новонароджених черепашенят розмір карапаксу 30—50 мм.

## Розповсюдження
Мешкає від Кенії до півдня Есватіні, Мозамбіку й Південно-Африканської Республіки та Намібії.